# 退学
退学（たいがく）とは、児童・生徒・学生が、在学中に卒業・修了を待たずに学校を途中でやめること、またはやめさせられること。なお、英語圏のexpulsionは日本語では「退学」と訳されているが、アメリカ合衆国の教育制度におけるexpulsionは必ずしも学校を完全にやめさせる場合に限らない概念である（後述）。

## 日本
いくつかの種類があるが、いずれの場合も、何らかの手続きを必要とする（学生証の返納など）。ただし自動退学の場合はこの手続きの必要のない場合もある。
義務教育課程以降は、中退した場合、後日入り直さない限り最終学歴はその直前の学校卒となる。例えば、大学（短期大学を含む）中退なら高等学校（以下「高校」）卒業（高卒）、高校中退なら中学校卒業（中卒）である。短期大学の卒業を経て大学（学部）に編入学し中退した場合は「短期大学卒業」、高等専門学校（高専）の卒業を経て大学に編入学し中退した場合は「高等専門学校卒業」が最終学歴になる。
就職をする際に、大学中退をした者が履歴書の最終学歴欄に「高卒」と記載した場合は、雇い主に対して大学中退した事実を隠している学歴詐称となるので「大学中退」と記入しなければならない。つまり「大学中退なら高卒」という前述の言説は通俗的なものであり、大学中退した者は最終学歴を問われた際には、正直に「大学中退」と言わねばならない。

### 退学の種類
退学は、大きく分けて、自主退学, 懲戒退学, 放校, 自動退学の4つの種類がある。なお、学校教育法施行規則第4条第1項において学則中に少くとも記載しなければならない学生生徒の資格の得喪に関する事項は「入学、退学、転学、休学及び卒業に関する事項」しか挙げられていないが、実際には「除籍」など、学校教育法施行規則にはない用語を学則に用いて認可を受けている場合もある。

#### 自主退学
自主退学（じしゅたいがく）とは、幼児・児童・生徒・学生、および、その保護者の意思で退学することである。主に、自発的にあるいはやむを得ない理由（病気や貧困など）で自主退学するケースが多い。一般的には中途退学（ちゅうとたいがく、略称「中退」）とも呼ばれる。
ただし、自主退学の場合であっても、大学院の博士後期課程などでは学則上、単位取得満期退学などの中途退学と異なる退学手続きが設けられていることが多い。詳細は、『#中途退学と満期退学』を参照。
手続きとしては、まず幼児・児童・生徒・学生とその保護者（または身元保証人など）の連名により退学願を提出して、学校内において審議された後に、校務をつかさどる校長から許可されることによって退学が完了する。

#### 懲戒退学
懲戒退学（ちょうかいたいがく）とは、性行不良（犯罪・非行など）や過度の成績不振・原級留置（いわゆる「留年」）、その他校則違反行為など、「本人に非のある」理由で、学校側が強制的に退学させることである。退学処分（たいがくしょぶん）ともいう。また、アウトローな言い方として、社会人や公務員が勤務先を解雇あるいは免職されることになぞらえて「クビ」と表現することもある。
懲戒退学は、校長（大学にあっては、学長の委任を受けた学部長を含む）が行う。一般に「学校をやめさせられる」とはこのことを指す。
懲戒退学は、学校教育法（昭和22年法律第26号）第11条に基づいて行使される懲戒権に含まれ、これを行使するにあたってはいくつかの制約がある。
後述の放校と異なり、在校生であったという記録は削除されない。履歴書には「退学処分」と記入しなければならない。

#### 放校
放校（ほうこう）とは、学校側が強制的に退学させ、かつ「在校生であったという記録」すらも削除することである。このため、懲戒退学よりも重い処分となる（懲戒退学は上記のように「『在校生であった記録』までは削除されない」ため）。
在校生ですらないということ、すなわち入学試験に出願した事実さえも無かったこととなるため、その後の復学も一切認められない。
重大な法令違反（殺人、強盗、性犯罪、飲酒運転、無免許運転、バイトテロ、闇バイトなど）を犯して有罪判決ないし少年院送致等の保護処分となった場合などが、放校の主な理由である。その場合における最終学歴は、在籍前の学校の卒業となる。
ただし「最終学歴は在籍前の学校の卒業となる」というのは通俗的な表現についての説明であって、履歴書には、前述の中退の場合と同様に、正直に「放校処分」と記入しなければならない。大学・短期大学を放校された場合に最終学歴を「高卒」と記載した場合、学歴詐称となる。

#### 自動退学
生徒の在籍している学校が、統合や廃校・閉校（長期または無期限の休校を含む）によって通学できなくなった場合は、学校側が自動的に退学の手続きをする場合がある。これを自動退学（じどうたいがく）と言う。
自動退学の場合は、原則として学校の統合日、閉校日、または休校開始日が退学日となる。ただし、高等学校や大学（特に公立学校）の場合は、学業を続ける意思のある生徒に対して、近隣の他の学校を斡旋したり（この場合は教育委員会や学校側の裁量により、編入試験を簡略化したり、免除させる場合もある）、他の学校への編入試験時に不利とならないように配慮させるなどの救済措置がとられる場合もある。また、統合の場合は、統合先の学校側が生徒の学籍を統合元の学校から引き継いで在籍扱いとし、統合先の学校に通学できるようにして、自動退学を回避する場合もある。

### 中途退学と満期退学
中途退学と満期退学の別は、法制度に裏付けがなく、細かい取り扱いは各学校および学校法人により異なっている。
中途退学（ちゅうとたいがく）とは、修業年限未満で退学することである。これに対し満期退学（まんきたいがく）とは、修業年限以上在学したものの卒業または修了に至らないまま退学することである。
満期退学の例：大学院の博士後期課程に3年以上在学し、学則の要件は満たしたが後述のように学位を得られず退学する、など。
つまり、学則にしたがって正規の手続きで満期退学したにもかかわらず、中途退学というのは誤用である。
満期退学の語は、特に大学院の博士後期課程・後期3年博士課程、一貫制博士課程、4年制博士課程などを退学した際に用いられることがあり、「単位取得満期退学」などのように、修了に必要な期間在学し、また所要単位を修得していることも付記することもある。1980年代以前は、提出した学位請求論文が“博士の学位を授与して然るべき”と評価されない場合がそれなりにあり、一部の学生は、修了に不可分な博士学位の授与を受けずに退学した。このようなとき、その学生が、きちんと在学し、研究指導を受けていたことを表すために「満期退学」と表記されることがある。
大学院の博士後期課程等の満期退学については、「単位取得退学」など各大学により呼称が異なり、これは標準修業年限内に所要単位は取得したものの博士論文を提出せずに退学する学生がそれなりにいることが影響している。但し中央教育審議会大学分科会はこのように称することを認めていない。
大学院博士課程後期以外の場合、教育職員免許状を有する学部卒業者が、他大学に編入の上で、障害者教育実習を経て、免許状の授与申請の要件を満たして2年在籍の後に退学する場合も、満期退学（あるいは単位取得満期ないしは、単に単位取得）と看做されることがある。ただし、1年ないし1年半で必要条件を修了して退学した場合は、卒業の修業年限を満たしていないため、その場合は、単位修得状況に関わらず、当然に単に「中退」となる。これらは、履歴書上の学歴の書き方(ただし、記入が必要なケースに限る）についても、準用出来る。また、学部教育における中途退学・満期退学とも、「退学」と表現せずに「教育終了」と表現する場合もある（こちらについても、履歴書上の記入方法も同様で、「修了」と書けない点に注意。『修了#終了と修了の差異』なども参照）。

### 退学をめぐる背景

#### 義務教育の場合
公立学校（併設型中学校を除く）においては、義務教育としての教育が行われている児童・生徒には懲戒退学とすることはできない（学校教育法施行規則第26条第3項）。ただし、他の学校へ自主的に転学する場合（学校の統廃合により、止むを得ず転学する場合とは異なる）や、学齢（満15歳に達した日の属する学年の終わり）を超過し、かつ本人の希望がある場合などには退学扱いとなることがある。
ただし、私立学校においては（地元の）公立学校に転学することが可能であるため、学齢児童・生徒に対する退学も認められている。なお懲戒退学の場合、「転校勧奨」などの名称で退学と同等の処分が行われる場合もある。一方、外国人の場合は義務教育の対象者に当てはまらないため、退学届を提出すれば受理されることもある。

#### 高等学校以上の場合
高等学校（高校）以上の場合、学業不振, いじめ, その他の学校不適応の問題によって、自主退学が発生しやすい。1970年代には卒業生が入学時の6割にまで減っている高校も存在していた。1990年代以降は、退学後に学校で再度学ぶことなく就職もしない者（ニート）が増加している。
なお、就職の際に提出する履歴書には、（自主・懲戒問わず）退学（中退）も学歴として記載しなければならない。また、高校を退学した者が大学入試を受験する際には高等学校卒業程度認定試験（高認。旧「大検」。）に合格しておく必要がある。2006年度の文部科学省の調査では合格者の約半数が大学や専門学校に進学した（2007年5月15日発表）。

## 中国
中国では、出産を理由とした退学処分が行われていた（学生の結婚、出産が2003年まで禁止されていたため）。政府は2007年8月に、既婚学生の出産を理由とした退学はしてはならないと規定し、併せて出産前後の休学を勧告した。

## イギリス
イギリスでは退学措置（Permanent exclusion）は学校理事会（規律委員会）の承認を得て学校長が判断することとなっている。懲戒の決定は学校長の責任事項に属し、実際には学校長の決定が学校理事会でもそのまま承認されることが多い。
学校長の退学措置に対しては審査委員会に不服を申し立てることができるが、学校長の退学措置処分が覆るケースは稀である。

## アメリカ

### 義務教育
アメリカ合衆国では義務教育にも停学や退学の処分がある。ただし、アメリカ合衆国の教育制度上のexpulsionが日本語では一般に「退学」と訳されているが、expulsionは必ずしも学校を完全にやめさせる場合でなくても用いられており、一定期間（10日程度）を超える停学に相当する措置と説明されている。
1990年代以降の米国の生徒指導では、段階的に決められたルールに従った指導を行い、重大な違反行為に対しては停学や退学を含む厳しい措置をとる「ゼロトレランス（zero tolerance, ZT） 」と、停学や退学になった際に受け皿となる「オルタナティブスクールの整備」という対照的な枠組みが用いられている。ただ、2002年のブッシュ政権下でNCLB法（落ちこぼれ防止法。No Child Left Behind、どの子も置き去りにしない）が制定され、実証レベルで効果のある教育政策を用いることが原則となった。停学や退学の処分にはより慎重さが求められるようになり、公立学校における停学・退学の件数は2012年から 2014年にかけて20%減少した。
全州教育協議会（Education Commission of the States）は、各州に、停学あるいは退学となった児童や生徒に対するオルタナティブな教育機会の調査を行い、37州がオルタナティブなプログラムを提供するとし、他の13州も提供する場合があると回答している。ミシシッピ州では、停学退学の理由が銃の所持であった場合を除いて、停学あるいは退学になった児童生徒に対してオルタナティブスクールを指定するとしている。

### 大学教育
アメリカ合衆国では登録科目の成績評価を点数化し、それを単位数で割った平均点をGPAという指標にしており、GPAの最低基準に満たなかった学生に学習生活指導を行っても学力不振が続く場合に退学勧告をとるシステムが一般的である。GPA制度では授業ごとに成績評価を5段階（ABCDF）で評価し、それぞれに4・3・2・1・0のグレード・ポイントを付与し、この単位当たり平均（GPA、グレード・ポイント・アベレージ）を評価点とする。
- ワシントン州立大学 - ワシントン州立大学では累積GPAか学期GPAのいずれかが2.0を下回ると仮及第(on academic probation)となり、累積GPAか学期GPAのいずれかが2学期連続で2.0を下回ると退学となる[11]。
- ポートランド州立大学 - ポートランド州立大学では累積GPAが2.0を下回ると警告(academic warning)を受け、警告期間中(on academic warning)に累積GPA2.0以上か学期GPA2.25以上のいずれかを満たさない場合には仮及第(on academic probation)となる[11]。仮及第期間中に累積GPA2.0以上か学期GPA2.25以上のいずれかを満たさない場合には退学(dismissed)となる[11]。
- スペリオル湖州立大学 - 累積GPAが2.0を下回ると仮及第(on academic probation)となり、2学期以上連続して仮及第となるか、GPAが1.6以下になると退学(academically dismissed)となる[11]。
- コロラド州立大学 - 累積GPAが2.0を下回ると、それに続く2学期は仮及第(on Probation)となり、仮及第期間中に累積GPAが2.0を上回らなければ退学(academically dismissed)となる[11]。